# Пётр Хрипунов
Пётр Евдокимович Хрипунов — сибирский крестьянин.
Родом из Суерской слободы Ялуторовского округа. От отца к нему перешло прозвище «Головня», или «Головенко». Участник Крестьянской войны 1773—1775 годов, возможно, был атаманом.
В 22 года он был выбран крестьянским поверенным и активно участвовал в составлении наказа от Верх-Суерской слободы в Уложенную комиссию Екатерины II.
Был мобилизован во время подавления пугачёвского восстания, но во время обороны Каслинского завода перешёл на сторону повстанцев. В 1783—1786 годах после поражения Пугачёва скрывался среди приписных крестьян Алтайского горного округа. Бывал в горных районах среди живших там беглых мастеровых и крестьян. Сообщал им, что «государь Петр Федорович жив» и стоит на Китайской границе.
Хрипунов распространял слухи, что  «в степи около Барнаула, верстах во ста от озёр Чановских, а от озера Карасук в 25 верстах к Барнаулу стоит лагерем на 80 верст великая команда, при коей и государь Петр Федорович» .
Об этом же рассказывал в деревнях приписных крестьян по рекам Чарышу, Кулунде, Бурле. 25 августа 1786 в Крутихе крестьяне его выдали властям.
Специальная комиссия допрашивала Хрипунова, он сообщал о сложных планах восстания, но позже признался, что они были вымышлены им самим. Был объявлен умалишённым и содержался под стражей в остроге  крепости св. Петра.